# براخاتيتسه
براخاتيتسه (بالتشيكية: Prachatice)‏ هي بلدة في إقليم جنوب بوهيميا في جمهورية التشيك، وهي مركز مقاطعة براخاتيتسه.
يبلغ عدد سكان هذه البلدة 11,789 حسب إحصاء في سنة 2005.

## توأمة
لبراخاتيتسه اتفاقيات توأمة مع كل من:
- ماوتهاوزن
- سبيز
- زفولن [9]
- إمبرونيتا
- جراينت
- فالدكيرشن
- Rahachow [الإنجليزية]‏
- كاستروكارو تيرمي إي تيرا ديل سولي

## أعلام
- كاترينا ناش
- ميروسلاف سوكوب
- جون نيومان
- جوسيف بينش

## اقرأ أيضاً
- مقاطعة براخاتيتسه